# Frank Puglia
Frank Puglia, nato Francesco Giuseppe Puglia (Linguaglossa, 9 marzo 1892 – South Pasadena, 25 ottobre 1975), è stato un attore italiano naturalizzato statunitense.

## Biografia
Partito da Napoli sulla nave "Italia" il 31 luglio 1907 arrivò in America il 14 agosto 1907 all'età di 15 anni. Emigrò insieme al padre Salvatore Luigi di 41 anni, al fratello Gaetano di 14 anni e al fratello Fausto di 13 anni. Trovò lavorò in una lavanderia e successivamente in una compagnia teatrale di New York. Proprio in scena venne notato da David Wark Griffith, che lo fece recitare in oltre 150 film.
Fu tra i primi doppiatori italiani, praticando il doppiaggio negli Stati Uniti prima ancora che questo giungesse in Italia. Doppiò attori protagonisti come Clark Gable nel film La via del male o Wallace Beery ne Il campione.

## Filmografia parziale

### Cinema
- Le due orfanelle (Orphans of the Storm), regia di David Wark Griffith (1921)
- L'incantesimo del piacere (Fascination), regia di Robert Z. Leonard (1922)
- Isn't Life Wonderful, regia di David Wark Griffith (1924)
- Romola, regia di Henry King (1924)
- Uomini in bianco (Men in White), regia di Richard Boleslawski (1934)
- Viva Villa!, regia di Jack Conway (1934)
- The Public Pays, regia di Errol Taggart (1936)
- Notti messicane (The Gay Desperado), regia di Rouben Mamoulian (1936)
- Gelosia (Wife vs. Secretary), regia di Clarence Brown (1936)
- L'ultima prova (His Brother's Wife), regia di W. S. Van Dyke (1936)
- Il giardino di Allah (The Garden of Allah), regia di Richard Boleslawski (1936)
- Amanti di domani (When You're in Love), regia di Robert Riskin (1937)
- La sposa vestiva di rosa (The Bride Wore Red), regia di Dorothy Arzner (1937)
- La valigia infernale (Bulldog Drummond's Revenge), regia di Louis King (1937)
- Passione ardente (Dramatic School), regia di Robert B. Sinclair (1938)
- Zazà (Zaza), regia di George Cukor (1938)
- The Monroe Doctrine, regia di Crane Wilbur - cortometraggio (1939)
- La signora dei tropici (Lady of the Tropics), regia di Jack Conway e Leslie Fenton (non accreditato) (1939)
- L'ora fatale (The Fatal Hour), regia di William Nigh (1940)
- Zona torrida (Torrid Zone), regia di William Keighley (1940)
- Arrivederci in Francia (Arise, My Love), regia di Mitchell Leisen (1940)
- Notti argentine (Down Argentine Way), regia di Irving Cummings (1940)
- Il segno di Zorro (The Mark of Zorro), regia di Rouben Mamoulian (1940)
- Una notte a Rio (That Night in Rio), regia di Irving Cummings (1941)
- Terra selvaggia (Billy the Kid), regia di David Miller (1941)
- Tragedia ai Tropici (Law of the Tropics), regia di Ray Enright (1941)
- Sempre nel mio cuore (Always in My Heart), regia di Jo Graham (1942)
- Il libro della giungla (Jungle Book), regia di Zoltán Korda (1942)
- The Boogie Man Will Get You, regia di Lew Landers (1942)
- Casablanca, regia di Michael Curtiz (1942)
- Perdutamente tua (Now, Voyager), regia di Irving Rapper (1942)
- Per chi suona la campana (For Whom the Bell Tolls), regia di Sam Wood (1943)
- Il fantasma dell'Opera (Phantom of the Opera), regia di Arthur Lubin (1943)
- Tarzan contro i mostri (Tarzan's Desert Mystery), regia di Wilhelm Thiele (1943)
- Alì Babà e i 40 ladroni (Ali Baba and the Forty Thieves), regia di Arthur Lubin (1944)
- Sangue sul sole (Blood on the Sun), regia di Frank Lloyd (1945)
- Grand Hotel Astoria (Week-End at the Waldorf), regia di Robert Z. Leonard (1945)
- L'eterna armonia (A Song to Remember), regia di Charles Vidor (1945)
- California Express (Without Reservations), regia di Mervyn LeRoy (1946)
- La matadora (Fiesta), regia di Richard Thorpe (1947)
- La mia brunetta preferita (My Favorite Brunette), regia di Elliott Nugent (1947)
- La valle del sole (Stallion Road), regia di James V. Kern (1947)
- Forza bruta (Brute Force), regia di Jules Dassin (1947)
- Non mi sfuggirai (Escape Me Never), regia di Peter Godfrey (1947)
- Gli amanti di Venezia (The Lost Moment), regia di Martin Gabel (1947)
- Avventura in Brasile (Road to Rio), regia di Norman Z. McLeod (1947)
- L'uomo che vorrei (Dream Girl), regia di Mitchell Leisen (1948)
- Giovanna d'Arco (Joan of Arc), regia di Victor Fleming (1948)
- La maschera dei Borgia (Bride of Vengeance), regia di Mitchell Leisen (1949)
- Gli amanti della città sepolta (Colorado Territory), regia di Raoul Walsh (1949)
- Bagdad, regia di Charles Lamont (1949)
- La legge del silenzio (Black Hand), regia di Richard Thorpe (1950)
- La spia del lago (Captain Carey, U.S.A.), regia di Mitchell Leisen (1950)
- L'aquila del deserto (The Desert Hawk), regia di Frederick de Cordova (1950)
- Ormai ti amo (Walk Softly, Stranger), regia di Robert Stevenson (1950)
- Il ritorno dei vendicatori (Bandits of Corsica), regia di Ray Nazarro (1953)
- Il terrore del Golden West (Son of Belle Starr), regia di Frank McDonald (1953)
- Occhio alla palla (The Caddy), regia di Norman Taurog (1953)
- Il segreto del Sahara (The Steel Lady), regia di Ewald André Dupont (1954)
- La grande notte di Casanova (Casanova's Big Night), regia di Norman Z. McLeod (1954)
- Terrore a Shanghai (The Shanghai Story), regia di Frank Lloyd (1954)
- Serenata (Serenade), regia di Anthony Mann (1956)
- La storia del generale Houston (The First Texan), regia di Byron Haskin (1956)
- Le colline bruciano (The Burning Hills), regia di Stuart Heisler (1956)
- I gangster non perdonano (Accused of Murder), regia di Joseph Kane (1956)
- Combattimento ai pozzi apache (Duel at Apache Wells), regia di Joseph Kane (1957)
- A 30 milioni di km. dalla Terra (20 Million Miles to Earth), regia di Nathan Juran (1957)
- Orchidea nera (The Black Orchid), regia di Martin Ritt (1958)
- Il portoricano (Cry Tough), regia di Paul Stanley (1959)
- Cento ragazze e un marinaio (Girls! Girls! Girls!), regia di Norman Taurog (1962)
- La spada di Alì Babà (The Sword of Ali Baba), regia di Virgil W. Vogel (1965)
- La spia dal cappello verde (The Spy in the Green Hat), regia di Joseph Sargent (1967)
- Colpisci ancora Joe (Mr. Ricco), regia di Paul Bogart (1975)

### Televisione
- Tightrope – serie TV, episodio 1x14 (1959)
- Westinghouse Desilu Playhouse – serie TV, episodio 2x01 (1959)
- I detectives (The Detectives) – serie TV, episodio 1x22 (1960)
- The Texan – serie TV, episodio 2x27 (1960)
- Gli uomini della prateria (Rawhide) – serie TV, episodio 3x08 (1960)
- Lo sceriffo indiano (Law of the Plainsman) – serie TV, episodio 1x23 (1960)
- Lock-Up – serie TV, episodio 2x07 (1960)
- La valle dell'oro (Klondike) – serie TV, episodio 1x16 (1961)
- The Wide Country – serie TV, episodio 1x24 (1963)
- The Dick Powell Show – serie TV, episodio 2x21 (1963)
- Bonanza – serie TV, episodio 8x14 (1966)
- I giorni di Bryan (Run for Your Life) – serie TV, episodio 3x09 (1967)
- Ai confini dell'Arizona (The High Chaparral) – serie TV, episodio 1x28 (1968)

## Doppiatori italiani
- Mario Besesti in L'aquila del deserto, Le colline bruciano
- Lauro Gazzolo in Il fantasma dell'Opera
- Vinicio Sofia in Forza bruta
- Sandro Ruffini in Alì Babà e i 40 ladroni
- Bruno Persa in Passione ardente
- Aldo Silvani in Gli amanti della città sepolta
- Gaetano Verna in Bagdad
- Stefano Sibaldi in Terra selvaggia
- Amilcare Pettinelli in A 30 milioni di km. dalla Terra